# Robin McKelle

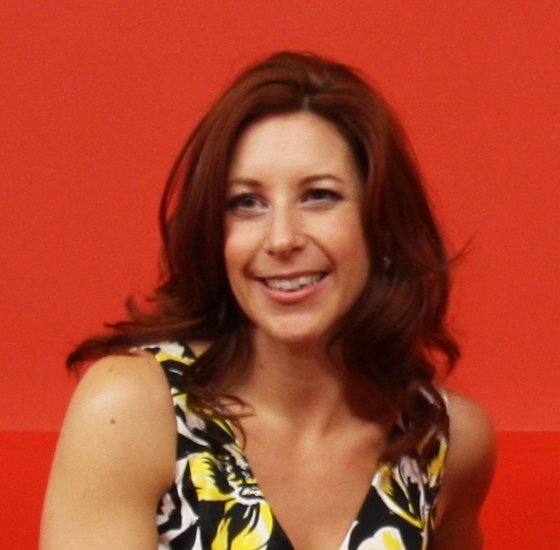
Robin McKelle under Fort en Jazz-festivalen 2009

Robin McKelle, född som Robin McElhatten 1976 i Rochester, New York, är en amerikansk jazzsångerska. Hennes röst har jämförts med Sarah Vaughns och Ella Fitzgeralds.

## Diskografi
- 2006 – Introducing Robin McKelle
- 2008 – Modern Antique
- 2010 – Mess Around